# Wilson Cary Nicholas
Wilson Cary Nicholas, född 31 januari 1761 i Williamsburg i Virginia, död 10 oktober 1820 nära Charlottesville i Virginia, var en amerikansk politiker (demokrat-republikan). Han representerade Virginia i båda kamrarna av USA:s kongress, först i senaten 1799–1804 och sedan i representanthuset 1807–1809. Han var guvernör i Virginia 1814–1816.
Nicholas studerade vid The College of William & Mary och deltog sedan i amerikanska revolutionskriget. Nicholas deltog i Virginias konstitutionskonvent 1788 som godkände USA:s konstitution för Virginias del.
Senator Henry Tazewell avled 1799 i ämbetet och efterträddes av Nicholas. Han avgick 1804 som senator och efterträddes av Andrew Moore.
Nicholas efterträdde 1807 Thomas Mann Randolph som kongressledamot. Han avgick den 27 november 1809 och efterträdaren David S. Garland tillträdde i januari 1810.
Nicholas efterträdde 1814 James Barbour som guvernör. Han efterträddes två år senare av James Patton Preston.
Nicholas gravsattes på begravningsplatsen vid Thomas Jeffersons hus Monticello. Nicholas County, West Virginia har fått sitt namn efter Wilson Cary Nicholas.